# Grabsteinland
Grabsteinland oder auch Grabsteinland 1: Durch den Kristallwald ist das siebte Album der deutschen Band Untoten und erschien 2003, veröffentlicht wurde es durch das Label Sonic Malade. Es handelt sich dabei um den ersten Teil der aus drei Alben bestehenden Grabsteinland-Trilogie. 2004 folgte „Grabsteinland 2: Herrschaft der Vampire“ und 2005 „Grabsteinland 3: Herz der Finsternis“.
Es handelt sich um das erste Werk des Band, dessen Texte rein deutschsprachig sind.

## Titelliste
1. Wie klein diese Welt ... (Ouvertüre) – 3:57
2. Mit den Augen der Nacht – 3:20
3. Grabsteinland (Wach auf) – 4:52
4. Rabenlied oder die Legende von 300 Wölfen – 2:27
5. Cynthia – 4:31
6. Du hast mir ein Haus erbaut – 3:11
7. Alexanderplatz – 4:46
8. Siehst du es denn nicht (Ach du) – 3:41
9. Nibelungentreue – 2:24
10. Kristallwald – 2:50
11. Willst du? (Remix) – 5:34
12. Never – 3:46
13. Land im Nebel (Outro)
14. ohne Titelangabe
15. ohne Titelangabe

## Entstehungsgeschichte
Den Aussagen der Band nach wurde die Thematik des Albums sehr stark durch deren Eindrücke in Ost-Berlin geprägt, wo man immer noch die Überbleibsel an die Zeit des DDR-Regimes in Form von Bauten finden kann. Das Lied „Alexanderplatz“ ist dabei an das gleichnamige Werk „Berlin Alexanderplatz“ von Alfred Döblin angelehnt, von dem Line mehrmals sagte, dass es sich dabei um sein Lieblingswerk handle. Bereits auf dem ein Jahr vorher erschienenen Werk „Die Geschichte eines Werwolfes“ von Line Nebenprojekt SOKO Friedhof enthielt ein Lied mit dem Titel „The Church (Alexanderplatz)“.

## Kritiken
Die Kritiken fielen zwar überwiegend positiv aus, jedoch gab es auch Rezensionen, die dem Werk wenig abgewinnen konnten und kritisierten, dass der Gesang und die Stimme oftmals nicht zusammenpassen würden, da sie „zwischen herrisch, emotionslos, flehend bis weinerlich, geknödelt und nasal [schwanke]“ und somit unsicher wirke. Die Liedtexte selbst wurden zudem auch als plump, einfach oder kitschig bezeichnet, die Gesamtaufmachung des Werkes (hier vor allem die Bilder im Booklet) zu klischeehaft.
Andere gaben jedoch an, die Lieder seien „so ausdrucksstark und farbig, dass sie Bilder und Gefühle wecken und eine mystisch-dunkle Liebeserklärung an das Leben selbst sein könnten“. Der Sonic Seducer bezeichnete das Werk als „vielleicht das herausragendste Album des Hauptstadtgespanns, da es noch mal einen enormen Sprung nach vorne – sowohl stilistisch wie auch inhaltlich – darstellt“. Von beiden Seiten wurde allerdings der Remix zu dem Lied „Willst du?“ positiv aufgefasst.

## Aufmachung
Das Booklet enthält 28 Seiten, das Papier ist mit zahlreichen selbstgemachten Zeichnungen und Fotomontagen versehen, es finden sich Bilder von Wölfen und Eulen. Das Cover zeigt die stark verzierte, kreuzartige „ot“-Ligatur, die auch im Schriftzug des Bandlogos zu finden ist.